# ステファン・ウロシュ3世デチャンスキ (セルビア王)
ステファン・ウロシュ3世デチャンスキ（セルビア語: Стефан Урош III Дечански、Stefan Uroš III Dečanski、1285年 - 1331年11月11日）は、セルビア王国の王（在位：1321年1月6日 - 1331年9月8日）。王座を巡って一族と戦い、彼らに勝利した。
デチャニ修道院を建設したことより、デチャンスキの渾名で呼ばれる。

## 生涯

### 即位以前
ステファン・ウロシュ2世ミルティンとブルガリア王女アンナの子として生まれる。ブルガリア皇帝ゲオルギ1世テルテルを母方の祖父に持つ。
セルビアとモンゴルの間の友好を保つため、従者と共にジョチ・ウルス西部の有力者ノガイに人質として預けられ、1299年にノガイが戦死した後に帰国する。
ゼタの統治を任されていたが、1314年に反乱を起こす。年内にビザンツ帝国（東ローマ帝国）の軍事力を借りた父ウロシュ2世によって反乱は鎮圧され、彼はコンスタンティノープルに亡命する。この時、彼は父によって視力を奪われるが、完全な失明には至らず後に回復した。
1317年にウロシュ3世はフム（en:Zachlumia）の主教ダニーロに宛てて、父との仲介を頼む手紙を書き、手紙を受け取ったダニーロはセルビア大主教ニコデモに、ウロシュ2世への取り成しを依頼した。
1320年にウロシュ3世は帰国を許され、領地としてBudimlje（現在のベラネ）を与えられる。1321年10月29日にウロシュ2世が病没すると、彼の異母兄弟であるゼタの支配者ステファン・コンスタンティンが、セルビア王位を継いだ。

### 反乱と戴冠

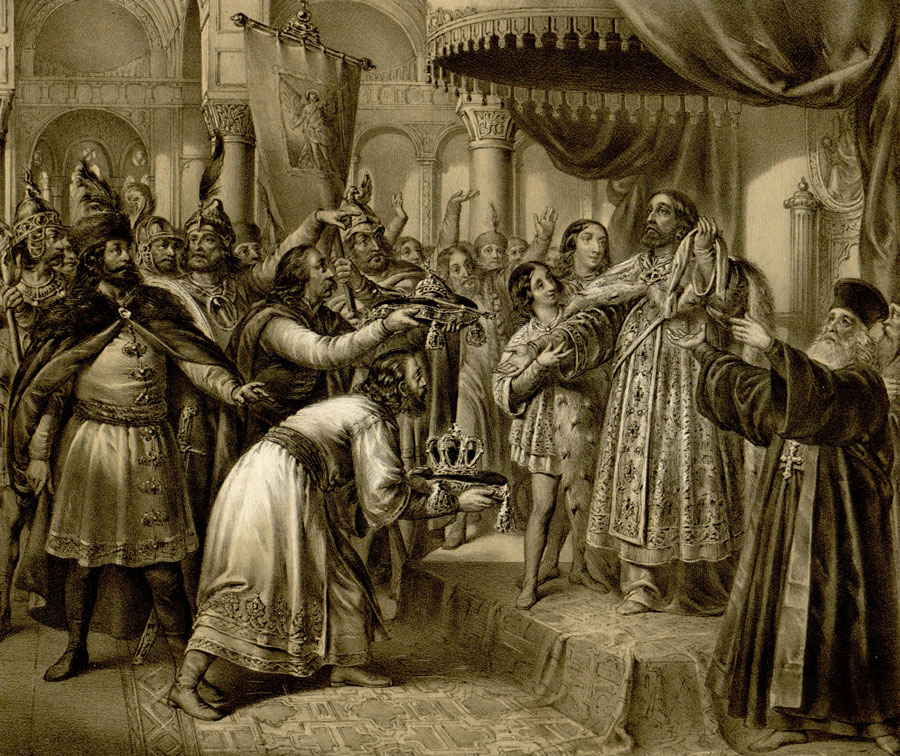
ステファン・ウロシュ3世デチャンスキの戴冠式

コンスタンティンがウロシュ3世への服従を拒んだために王位を巡る内戦が勃発、ウロシュ3世はゼタを攻撃し、コンスタンティンを殺害する。勝利の後、1322年1月6日にウロシュ3世は大主教ニコデモより戴冠を受け、彼の子のドゥシャンも若王として戴冠された。ドゥシャンはゼタを領地として与えられたが、これは彼を後継者に指名するというウロシュ3世の明らかなメッセージだった。一方、ウロシュ3世の従兄弟であるステファン・ヴラディスラヴ2世（en:Stephen Vladislav II of Syrmia）は、父のステファン・ドラグティン王より与えられた領地のルドニク地方で兵力を集めていた。ヴラディスラヴ2世は王を自称し、ハンガリー人の支援を受けて領内の統制を高め、デチャンスキに戦いを挑まんとした。ウロシュ2世とドラグティン兄弟の時代と同じくセルビアは2人の統治者によって分割されていたが、内戦が起きていた1322年から1323年の間、ドゥブロブニク（ラグーザ）の商人は2人の統治者の領土を自由に行き来していた。
従兄弟同士の争いは1323年に終わりを告げる。1323年末にウロシュ3世の派遣した役人がルドニクの市場を掌握すると、ヴラディスラヴ2世は北方への亡命を考えるようになる。
ドゥブロブニクの商人Menčetが指導するヴラディスラヴ派の人間はオストロヴィツァ近郊の城砦に立て籠もってウロシュ3世に抵抗すると、ウロシュ3世はドゥブロブニク市に使節を送ってドゥブロブニク内のヴラディスラヴ派の行動に抗議した。しかし、ドゥブロブニクはセルビアの要求を拒絶し、オストロヴィツァには依然としてヴラディスラヴ派のセルビア人が立て籠もっていた。
ウロシュ3世はドゥブロブニクの対応に不満を抱き、1324年にドゥブロブニクの商人を探し集めて彼らの財産を没収し、身柄を拘束する。年末にルドニクを回復するとドゥブロブニク商人を解放して彼らに財産を返還し、また敗れたヴラディスラヴはハンガリーに亡命した。
ウロシュ3世は北方の領域をサヴァ川、ドナウ川の沿岸部にまで広げようとするが、ハンガリーに阻まれて失敗した。また、ドゥブロブニクとの緊張も続いた。ドゥブロブニクとの商取引が禁止されたため、1325年の8月にセルビアの貴族Vojvoda Vojinがドゥブロブニクを略奪する事件が起き、ウロシュ2世の時代にドゥブロブニクに授与された特権が再度主張された。両勢力の対立は、ウロシュ2世の没後にフムを奪回したボスニアとドゥブロブニクが接近した折に再び顕著になる。

### ビザンツとブルガリアの脅威
セルビアはマケドニアのプリレプ城砦を占拠して南に領土を広げるが、ウロシュ3世の前にブルガリアとビザンツの同盟という大きな壁が立ち塞がる。1324年頃からセルビアとブルガリアの関係は悪化しており、ウロシュ3世の義弟であるブルガリア皇帝ミハイル3世シシュマンはウロシュ3世の妹アンナ・ネダ（en:Anna Neda of Serbia）を離縁してビザンツより王女を迎え入れていた。1329年春にブルガリアとビザンツはマケドニアに進出するセルビアに対抗して和約を結び、1330年春にブルガリアはワラキア公国、モルダヴィア公国、ジョチ・ウルスなどより支援を取り付け、またセルビアもドゥブロブニクの仲介によってカタルーニャ傭兵を雇った。同年にブルガリアはセルビアに大規模な侵攻を行い、ウロシュ3世は自らの治世の中で最も重要な局面を迎える。7月28日にヴェルブジュドの戦いでブルガリアの援軍が到達する前に攻勢に出て大勝を収め、この戦いで重傷を負ったミハイル3世は戦後間も無く没した。東欧史の研究家であるG.オストロゴルスキはヴェルブジュドの戦いの重要性について、「バルカン史の転換点」と評した。
形勢を窺っていたビザンツ皇帝アンドロニコス3世は同盟国の敗戦を知るとアドリアノープルに退却した。セルビア軍は追撃によって易々と戦利品を得、セルビアはマケドニア方面に領域を拡大する。ウロシュ3世はブルガリアにおいては妹のアンナを支援し、アンナの子イヴァン・ステファンを帝位に就けた。しかし、ウロシュ3世は政策に不満を抱く貴族の反乱によって廃位され、子のドゥシャンが王として擁立される。廃位されたウロシュ3世はズヴェチャン城（en:Zvečan Fortress）に幽閉され、その後間も無く絞殺された。

## 家族

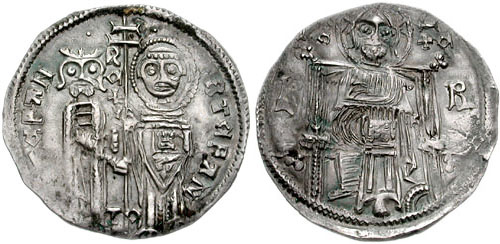
ウロシュ3世の治世に発行された貨幣

### 妃
- テオドラ（en:Theodora Smilets of Bulgaria） - ブルガリア皇帝スミレツの娘
- マリア・パレオロゴス

### 子
- 母：テオドラ
  - ステファン・ウロシュ4世ドゥシャン
  - ドシツァ（Dusica）

- 母：マリア・パレオロゴス
  - シメオン・ウロシュ
  - エレナ
  - テオドラ